# Dražen Petrović
Dražen Petrović, hrvaški košarkar, * 22. oktober 1964, Šibenik, † 7. junij 1993.
Dražen Petrović je bil eden najboljših igralcev košarke osemdesetih let 20. stoletja in hrvaških športnikov nasploh. S svojim klubom KK Cibona je postal dvakratni prvak evrolige, s tedanjo jugoslovansko izbrano vrsto pa med drugim osvojil dve zlati medalji, eno na EP 1989, drugo pa na SP 1990. Poleg tega pa velja za košarkarja, ki je utrdil pot drugim neameriškim igralcem v do tedaj zelo izolirano ligo NBA. Njegovo kariero je prekinila prezgodnja smrt v avtomobilski nesreči leta 1993. Zaradi svojega lahkotnega obvladovanja košarke je dobil vzdevek »Košarkarski Mozart«.

## Klubska kariera
Za košarko ga je navdušil njegov starejši brat Aleksander, ki je pred njim stopal po poti vrhunskega športnika. Že sredi najstniških let se je pokazal za velik talent, predvsem pa je navduševal s svojim odnosom do dela. Že takrat so mu napovedovali, da je dovolj dober igralec za prvo ligo, toda nihče si ni mogel predstavljati kaj vse bo Dražen dosegel.  
 
Igral je za več jugoslovanskih košarkarskih klubov, med štiriletnim sodelovanjem s Cibono v prvi jugoslovanski ligi je bilo njegovo povprečje 37.7 točke na igro (osebni rekord 112 točk), na evropskih tekmah pa 33.8 točke (osebni rekord 62 točk). Igral je še za Real Madrid, Portland ter New Jersey Netse. Znan je bil po napornih vsakodnevnih treningih ter treniranju tehnike in meta do popolnosti. 

### Šibenka
Za mladinsko vrsto pri KK Šibenka je zaigral že pri trinajstih letih, za člansko ekipo pa pri petnajstih. Za prvo prelomnico v Draženovi karieri velja prihod legendarnega Zorana Slavnića. Le ta je prišel leta 1979 v Šibenik kot igralec in trener članske ekipe. In ravno Slavnić velja za prvega, ki je prepoznal izjemni Draženov talent in ga je takoj prestavil iz mladinskega v člansko moštvo Šibenke. 
 
Kljub svoji mladosti je postal glavni igralec ekipe, ki je bil zaradi svojih izven serijskih sposobnosti zmožen sam odločiti tekmo v korist svoje ekipe. Dvakrat zapored, leta 1982 in 1983, še pred svojo polnoletnostjo, mu je uspelo svojo Šibenko privesti vse do finala takratnega pokala Radivoja Koraća, kjer pa je obakrat bil zaustavljen s strani Limogesa. Pri osemnajstih, leta 1983 je odločil tekmo v svojo korist z zadetimi odločilnimi prostimi meti v finalu pokala Jugoslavije, toda zmago jim je odvzela košarkarska zveza zaradi domnevne neregularnosti na tekmi. Ker se Šibenka na ponovitveni tekmi ni pojavila je naslov šel v roke nasprotnika, sarajevski Bosni. 

### Cibona
Po odsluženem vojaškem roku se je pridružil svojemu starejšemu bratu Acu pri zagrebški Ciboni kjer sta postala izjemen par in se se z velikimi črkami zapisala v zgodovino jugoslovanske in evropske košarke. Leta 1985 je s Cibono osvojil tako Jugoslovansko prvenstvo kot pokal, za piko na i pa še v finalu evrolige slavil nad madridskim Realom, ki mu je Dražen v izjemni predstavi nasul kar 36 točk. Naslednjega leta, 1986 ponovijo uspeh, v finalu Evrolige tokrat premagajo litovski Žalgiris na čelu katerega je igral legendarni Arvydas Sabonis, Dražen je prispeval 22 točk. Istega leta se je v finalu pokala Jugoslavije s 46 točkami maščeval proti Bosni za neuspeh izpred štirih let in osvojil drugo pokalno lovoriko zaporedoma, medtem ko v finalu prvenstvu zaostali za ekipo Zadra. 

Leta 1987 je s Cibono igral v pokalu pokalnih prvakov, predhodniku današnjega Pokala Saporta in v finalu premagal italijanski Scavolini Pesaro z rezultatom 89-74, Draženov učinek je bil ponovno visok s 28 točkami.

### Real Madrid
Kljub temu, da so zanj pokazali zanimanje v ZDA že leta 1986, se Dražen ni odločil za takojšen odhod čez lužo. Vendar pa je potreboval nove izzive in takratna ponudba kluba iz Španije je predstavljala za tisti čas veliko vsoto, za madridski Real podpiše leta 1988 pogodbo v vrednosti približno 4 milijone $. 

Za španski kraljevi klub je odigral eno samo sezono, 1988-1989 v kateri se je vseeno priljubil in zapisal v spomin z nekaj nepozabnimi predstavami. In to navkljub temu, da so izgubili v ligi ACB možnosti za naslov proti zmagovalni Barceloni, so pa slavili s pomočjo Dražena v španskem pokalu ravno proti temu realovemu večnemu rivalu iz Katalonije. Predvsem pa so si ga zapomnili po nastopu v finalu tekmovanja evropskih pokalnih prvakov, kjer je proti italijanskemu Snaidero Caserta ponovil najboljšo evropsko predstavo z doseženimi 62 točkami. Po koncu sezone pa je sprejel ponudbo NBA kluba Portland Trail Blazers, ki so odkupili njegovo pogodbo od Reala in odšel igrati izven Evrope.

## Profesionalna kariera v NBA
Draženov doprinos v nekdaj izolirani ligi NBA je neizmerljiv. Lahko bi se reklo, da je dobesedno sam odprl vrata košarkarjem iz Evrope v svet profesionalne lige, kjer se igra košarka na najvišji ravni. Bil je prvi neameriški igralec, ki je čez lužo pustil svoj pečat in za njim so lahko sledili, in tudi so, še drugi.  

### Portland Trail Blazers
V svoji prvi sezoni pri Blazersih je Petrović večinoma presedel na klopi ob igrišču, dobivajoč le zanj nezadovoljivo minutažo pičlih 12 minut na tekmo. Pa še to le v manj pomembnih delih tekem, na katerih je tako dosegel 7,4 točke na tekmo in končal prvo sezono nezadovoljen zaradi pomanjkanja priložnosti zanj. 
Ker pa je bilo v naslednji sezoni, 1990/91 še slabše, minutaža mu je padla na zanj pičlih 7 minut in je zaradi svojega nezadovoljstva glede statusa v klubu izrazil potrebo po zamenjavi le tega, kar so mu ustregli in ga predali v Denver v zamenjavo za možnost prvega izbora na naslednjem NBA izboru.

### New Jersey Nets
Član NBA kluba New Jersey Nets je postal 23. januarja 1991 in je takoj dobro izkoristil ponujeno mu priložnost v novem okolju, kjer je za razliko od prejšnjega dokazal, da kljub temu, da prihaja iz Evrope lahko igra v ameriški profesionalni ligi vidnejšo vlogo. Tako je do konca sezone zaigral na 43 tekmah, na katerih je s povprečjem 20,5 minutami igralnega časa dosegal 12,6 točke na tekmo in zopet potrdil svoje izjemne sposobnosti. 

»Petro«, kot so ga poimenovali v ZDA, je v svoji prvi celotni sezoni pri Netsih, to je bila sezona 1991/92, prikazal ves svoj talent za igro na najvišji ravni in ne da bi izpustil eno samo tekmo skozi celo sezono dosegel povprečje 20,6 točk v 36,9 minute na posamezno tekmo. Vsekakor spoštovanja vreden rezultat, če pa še dodamo podatek, da je bil njegov met iz igre kar 51 % (najboljši odstotek med vsemi branilci v NBA tiste sezone) potem ni presenetljivo, da so ga v moštvu imenovali za vodjo ekipe in njihovega najboljšega, oziroma MVP igralca. 

Naslednjo sezono, 1992/93 je še izboljšal svoj strelski učinek na 22,3 točke na tekmo in ponovil iz prejšnje sezone svoj zelo dober izkupiček v metu za tri točke, to je 45 % zadetih metov. Ponovno pa je bil med najboljšimi branilci po učinkovitosti svojega meta iz igre, tokrat je bil ta 52 odstoten. Je pa doživel razočaranje, ker ga niso povabili med sodelujoče na tekmo NBA All-stars leta 1993, saj je bil izmed trinajstih najboljših strelcev tiste sezone edini, ki ni bil povabljen.

## Reprezentančna kariera
Bil je dolgoletni jugoslovanski reprezentant.

### Med mladinci
Prvi mednarodni uspeh je Dražen Petrović doživel leta 1980, ko v Turčiji na evropskem mladinskem prvenstvu osvojil bronasto kolajno. Že naslednje leto, 1981 je prišel do svoje prve zlate medalje, na košarkarskem turnirju balkanskega prvenstva Grčiji je slavil z ekipo kadetov. Istega leta, prav tako s kadeti, je na evropskem prvenstvu zasedel zanj takrat skromno peto mesto. Leta 1982 je bil ponovno v Grčiji, tokrat z mladinci osvojil zlato kolajno na mladinskem evropskem prvenstvu, obenem pa je še tega leta debitiral v članski ekipi na tekmi proti Italiji.  

### V jugoslovanski članski vrsti
Prvo veliko mednarodno tekmovanje, ki se ga je udeležil Dražen Petrović s tedanjo jugoslovansko izbrano vrsto je bilo na košarkarskem turnirju na OI 1984 v Los Angelesu, ZDA. Tam je z ekipo osvojil tretje mesto in s tem svojo prvo medaljo na velikih tekmovanjih, v tem primeru bronasto. Prav tako si je bron pridobil na naslednjih dveh tekmovanjih, najprej na SP 1986 in nato še EP 1987. Istega leta, 1987, je slavil na Univerzijadi v Zagrebu prvič v karieri prvo mesto in z njim osvojeno zlato medaljo. Vse to pa je bil šele začetek velikega uspeha tedanje generacije jugoslovanske košarke, katere vodilno vlogo je približno tedaj prevzel Dražen Petrović in se z njo zavihtel na sam vrh svetovne košarke. V času prvih Draženovih nastopov se je namreč poslovilo nekaj velikih imen jugo-košarke, vrhunskih igralcev kot so bili Dražen Dalipagić, Dragan Kičanović, Zoran Slavnič in še nekateri. Za njimi pa so prišli novi, ki so zaznamovali zadnje obdobje v košarki tik pred razpadom skupne države. To so bili: Vlade Divac, Toni Kukoč, Dino Rađa, Žarko Paspalj, Stojan Vranković, Jure Zdovc, Zoran Čutura, Danko Cvjetičanin, Franjo Arapović,... 
Dražen in omenjena zasedba so na OI 1988 v Seulu osvojili srebrno medaljo po finalnem porazu proti Sovjetski zvezi. Sledil je zlati vrhunec, ki se je začel z osvojitvijo naslova evropskega prvaka na EP 1989 doma v Zagrebu in nadaljeval še z naslovom svetovnega prvaka naslednje leto v Buenos Airesu na SP 1990, kjer so v finalu maščevali poraz na Olimpijskih igrah izpred dveh let proti moštvu Sovjetske zveze. S tem pa so se zaključili Draženovi nastopi v dresu Jugoslavije, ki je v letu 1991 razpadla na več samostojnih držav in nadaljeval svojo reprezentančno pot za svojo novo državo Hrvaško.  

### V Hrvaškem dresu
Leta 1992 je Hrvaška košarkarska reprezentanca odigrala prve uradne tekme, potem ko je postala polnopravna članica zveze FIBA, in sicer v kvalifikacijah za nastop na Olimpijskih igrah. Ekipa se je na olimpijski turnir zanesljivo uvrstila in lahko se je izpolnil cilj Dražena Petrovića, da se na OI 1992 v Barceloni s svojo reprezentanco pomeri z danes legendarnim ameriškim moštvom Dream Team. To se je tudi zgodilo, v izjemni finalni predstavi se je hrvaška ekipa dokaj dobro držala nasproti fantastičnim profesionalcem iz lige NBA, takratnim vrhunskim igralcem kot so bili Michael Jordan, Magic Johnson, Larry Bird, Charles Barkley, Scottie Pippen, John Stockton in drugi. Reprezentanca ZDA je zmagala s 117-85, Draženov učinek 24 točk pa je bil zadovoljujoč in se je lahko navkljub porazu veselil srebrne olimpijske kolajne. 
Vsega skupaj je odigral 38 tekem za hrvaško reprezentanco, zadnje leta 1993, v kvalifikacijah za nastop na EP 1993. Tako je 31. maja proti Estoniji dosegel največje število točk na eni reprezentančni tekmi, ko jih je dosegel kar 48. 6. junij 1993 je datum njegovega zadnjega nastopa, igral je v Wroclawu na Poljskem tekmo proti Sloveniji in izgubil s 94:90. Naslednjega jutra se je pri povratku iz tekme med prevozom skozi Nemčijo smrtno ponesrečil v avtomobilski nesreči. 

## Smrt
7. junija 1993, dan po zadnji odigrani tekmi se je Dražen Petrović kot potnik v avtomobilu vračal prek Nemčije domov na Hrvaško. Vozilo VW Golf je upravljala nemška manekenka Clara Szalatzy, Draženova partnerica, sam Dražen pa je med vožnjo spal, ne da bi se pripel na sovoznikovemu sedežu. Tedaj je prišlo do zanj usodne prometne nesreče. Po poročilu policije iz Ingolstadta je do nesrečnega trčenja prišlo na avtocesti Autobahn 9 v bližini mesta Denkendorf v razmerah slabe vidljivosti, popoldan ob 17.30. uri, med tem ko se je voznik tovornjaka poskušal izogniti drugemu vozilu, pri tem pa je vanj zadel avtomobil, v katerem se je peljal Dražen, ki je bil pri tem na mestu mrtev.  

## Posthumno
Že pred tragično smrtjo, leta 1992, je prejel najvišje hrvaško državno nagrado za šport "Franjo Bučar", deset let kasneje, leta 2002, pa so mu posmrtno dodelili še priznanje za življenjsko delo. 
Hrvaški olimpijski komite je leta 1995 poklonil Olimpijskem muzeju v Lausanni v Švici (francosko: Musée Olympique Lausanne) spomenik Dražena Petrovića. Delo kiparja Vaska Lipovca se nahaja v parku pred zgradbo muzeja.
Leta 2006 je olimpijski komite Hrvaške ustanovil priznanja za izredne dosežke na področju športa tako za mlade športnike in športnice kakor tudi ekipe. V čast in spomin na vrhunskega košarkarja priznanja poimenujejo po Draženu: »Nagrada Dražen Petrović«.

### Memorijalni center Dražen Petrović
Leta 2006 so v Zagrebu odprli muzej in spominski center "Dražen Petrović", poleg katerega se nahaja košarkaška dvorana, ki prav tako nosi njegovo ime in v kateri danes igra klub, katerega ime je nekdaj ponesel v svet - KK Cibona. 

### Biografija
Leta 2012, v slovenščini pa dve leti kasneje, je izšla biografija o Draženu. Napisal jo je Španec Juan Francisco Escudero, predgovor v knjigi pa je spisal Draženov trener iz časa v Madridu Lolo Sainz. Knjiga nosi naslov Dražen Petrović - neukrotljiva legenda. 

## Značilnosti

### Karakter
Dražen je bil predvsem znan po svojem izrednem odnosu do dela. Že kot zelo mlad je treniral več kot drugi. Kasneje pa je bil sposoben na enem samem treningu opraviti tudi po petsto metov na koš in nato je šel lahko še opravljati druge vaje. Vedno je šel zadnji s treninga ne glede na to, kje je to bilo, v klubu ali reprezentanci, V Evropi ali Ameriki, ni bilo pomembno s kom ali kdaj, vedno je delal več kot ostali. In nikoli si ni vzel dneva odmora. Zanj je bila košarka življenje. Zanimivo pa je bilo, da se ni znal ukvarjati z nobenim drugim športom, le s košarko. 
Poleg tega je bil tudi izjemno kontroverzen igralec, nekateri so mu pripisali tudi nespoštljivost do nasprotnikov. Kakorkoli, naj je bil ljubljen ali osovražen, pa mu ni nihče mogel spregledati igralne genijalnosti saj je bil sposoben sam odločati tekme v svojo korist. 

### Igralne značilnosti
Bil je igralec na poziciji branilca, ki se je lahko prelevil tudi na mesto organizatorja. Bil je predvsem napadalno orientirani igralec in je nekoliko zanemarjal vlogo obrambe v igri, kar je bila tudi njegova edina slabost. Vendar je bil v napadu nenadkrljiv. Z izjemno orožarno v napadu je predstavljal nemogočo nalogo za nasprotnika v obrambi. Močan v prodoru, izjemno natančen od daleč, vrhunski v skok metu, je znal zaključevati napade iz najrazličnejših pozicij. Tako je lahko prodrl do konca in izvršil polaganje na koš ali se je bil sposoben nenadoma ustaviti, se sredi prodora tako, da mu ni nihče mogel slediti odločiti za met in je zato lahko metal neovirano. Njegovi meti so bili naravnost smrtonosno natančni, saj je lahko v eni sami minuti v pravih strelskih predstavah zadel po tri trojke. Bil je tudi psihično izjemno utrjen tip igralca saj je nemalokrat zmagovalca odločil z zadetimi prostimi meti v zaključnih delih tekem. 

## Dosežki in nagrade

### Klubska tekmovanja
| Leto | Tekmovanje                      | Dosežek    | Klub                   |
| ---- | ------------------------------- | ---------- | ---------------------- |
| 1982 | Pokal Radivoja Koraća           | Finalist   | KK Šibenka             |
| 1983 | Pokal Radivoja Koraća           | Finalist   | KK Šibenka             |
| 1985 | Evropski pokal prvakov          | Zmagovalec | KK Cibona              |
| 1985 | Prvenstvo Jugoslavije           | Zmagovalec | KK Cibona              |
| 1985 | Jugoslovanski pokal             | Zmagovalec | KK Cibona              |
| 1986 | Evropski pokal prvakov          | Zmagovalec | KK Cibona              |
| 1986 | Prvenstvo Jugoslavije           | Finalist   | KK Cibona              |
| 1986 | Jugoslovanski pokal             | Zmagovalec | KK Cibona              |
| 1987 | Evropski pokal pokalnih prvakov | Zmagovalec | KK Cibona              |
| 1987 | Prvenstvo Jugoslavije           | Finalist   | KK Cibona              |
| 1988 | Jugoslovanski pokal             | Zmagovalec | KK Cibona              |
| 1988 | Pokal Radivoja Koraća           | Finalist   | KK Cibona              |
| 1989 | Španski pokal                   | Zmagovalec | Real Madrid            |
| 1989 | Špansko prvenstvo               | Finalist   | Real Madrid            |
| 1989 | Evropski pokal pokalnih prvakov | Zmagovalec | Real Madrid            |
| 1990 | NBA končnica                    | Finalist   | Portland Trail Blazers |

### Posebni dosežki
- Državno prvenstvo Jugoslavije - največ doseženih točk na posamezni ligaški tekmi (112)

- ACB liga - največ doseženih točk na eni od finalnih tekem (42)

- ACB - največ zadetih trojk na eni od finalnih tekem (8)

- NBA 1991-92- drugi najboljši odstotek zadetih trojk (44.4 %)

- NBA 1991-92 - četrti najboljši odstotek zadetih metov iz igre med branilci (50.8 %)

- NBA 1992-93 - drugi najboljši odstotek zadetih trojk (44.9 %)

- NBA 1992-93 - drugi najboljši odstotek zadetih metov iz igre med vsemi branilci (51.8 %)

- NBA - tretji najučinkovitejši strelec trojk po odstotku zadetih metov (43.7 %)

### Nacionalna tekmovanja
| Leto | Tekmovanje                    | Gostitelj                          | Uvrstitev | Reprezentanca |
| ---- | ----------------------------- | ---------------------------------- | --------- | ------------- |
| 1980 | Balkansko mladinsko prvenstvo | Istanbul, Turčija                  | 3. mesto  | Jugoslavija   |
| 1981 | Balkan prvenstvo za kadete    | Solun, Grčija                      | 1. mesto  | Jugoslavija   |
| 1982 | Balkansko mladinsko prvenstvo | Patras, Grčija                     | 1. mesto  | Jugoslavija   |
| 1982 | EP za mlade                   | Dimitrovgrad in Haskovo, Bolgarija | 2. mesto  | Jugoslavija   |
| 1983 | Univerzijada                  | Edmonton, Kanada                   | 2. mesto  | Jugoslavija   |
| 1984 | Balkansko prvenstvo           | Atene, Grčija                      | 2. mesto  | Jugoslavija   |
| 1984 | Olimpijske igre 1984          | Los Angeles, ZDA                   | 3. mesto  | Jugoslavija   |
| 1986 | Svetovno prvenstvo            | Madrid, Španija                    | 3. mesto  | Jugoslavija   |
| 1987 | Univerzijada                  | Zagreb, Jugoslavija                | 1. mesto  | Jugoslavija   |
| 1987 | Evropsko prvenstvo            | Atene, Grčija                      | 3. mesto  | Jugoslavija   |
| 1988 | Olimpijske igre 1988          | Seul, Južna Koreja                 | 2. mesto  | Jugoslavija   |
| 1989 | Evropsko prvenstvo            | Zagreb, Jugoslavija                | 1. mesto  | Jugoslavija   |
| 1990 | Svetovno prvenstvo            | Buenos Aires, Argentina            | 1. mesto  | Jugoslavija   |
| 1992 | Olimpijske igre 1992          | Barcelona, Španija                 | 2. mesto  | Hrvaška       |

Nagrade
- Balkansko mladinsko prvenstvo 1982 - Najboljši igralec turnirja

- Svetovno prvenstvo 1986 - MVP

- Evropsko prvenstvo 1989 - MVP